# Дом музыки (Вена)

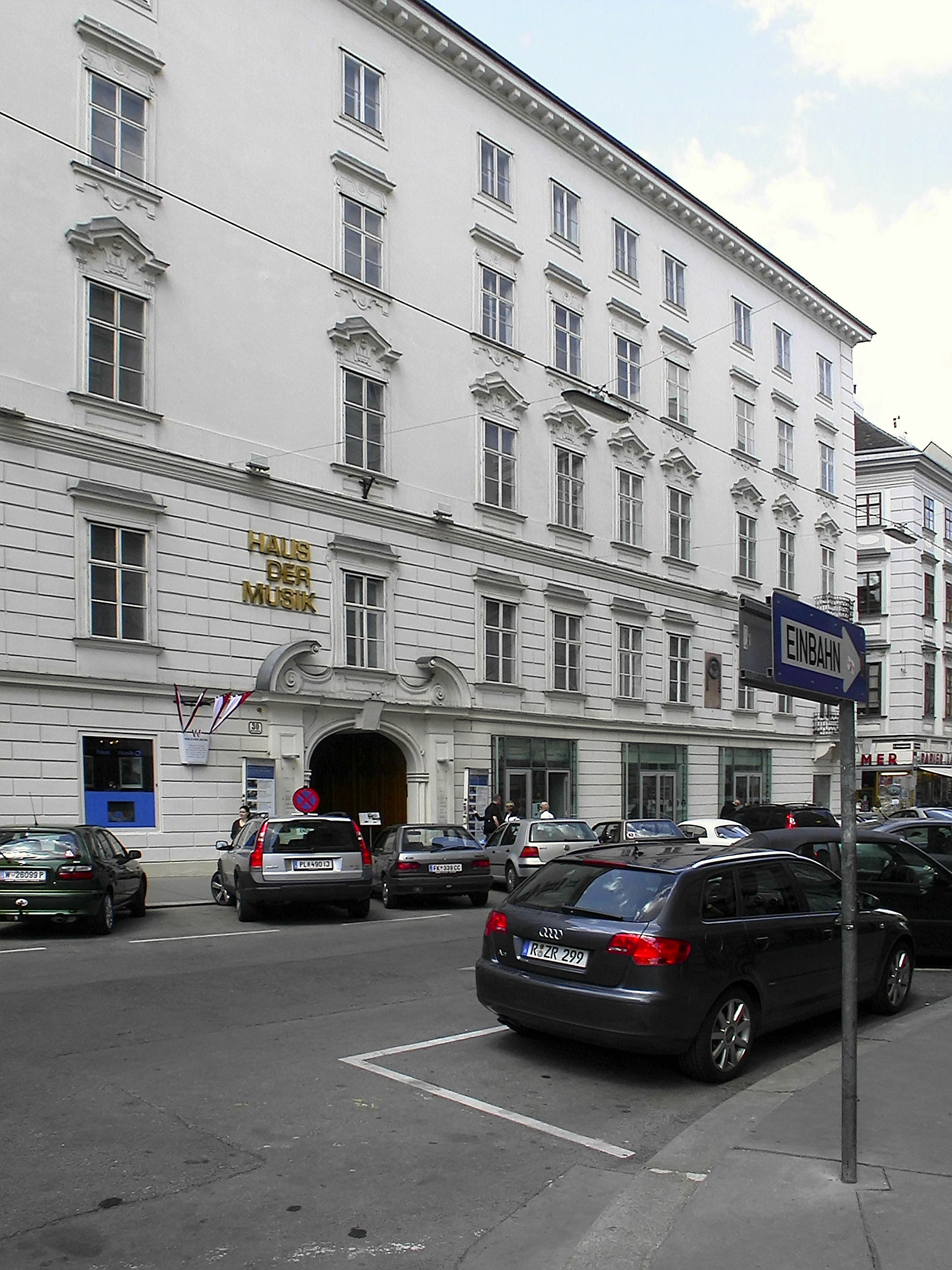

Дом Музыки в Вене (нем. Haus der Musik) — интерактивный музей звука в центре Вены. Открылся в 2000 году и является одним из лучших музеев звука и музыки в Австрии. Имеет площадь около 5020 квадратных метров.

## Здание
Дом Музыки в Вене расположен в историческом здании, принадлежавшем эрцгерцогу Карлу. Здесь жил композитор Отто Николаи, основавший Венский филармонический оркестр.

## Устройство

### Двор
Во дворе Музея обычно работают временные выставки.

### Первый этаж
1 этаж занимает музей Венского филармонического оркестра. Там представлены: история создания коллектива, указ об его основании, его награды. В специально оборудованном зале с проекционным экраном проигрываются видеозаписи концертов Венского филармонического оркестра.

### Второй этаж
На втором этаже находится «Соносфера», здесь находятся интерактивные экспонаты, позволяющие экспериментировать со звуком.

### Третий этаж
Третий этаж посвящён композиторам, чьи имена связаны с Веной. В экспозиции представлены Йозеф Гайдн, Вольфганг Амадей Моцарт, Людвиг ван Бетховен, Франц Шуберт, Штраус, Иоганн (сын), Густав Малер, а также основатели Новой венской школы Арнольд Шёнберг, Альбан Берг и Антон фон Веберн.

### Четвёртый этаж
На четвёртом этаже — зал, посвящённый звукам будущего. Идея, воплощенная в технологиях, состоит в том, чтобы помочь выразить людям себя в музыке, в звуках. Здесь можно увидеть инструменты, звучать которые заставляет ваше тело, например в зале «Mind Forest» («Лес сознания»), находятся звучащие стены, реагирующие на движение рук. Также на четвёртом этаже находится сувенирный магазин.

## Награды
За свои экспозиции Дом музыки был награждён Премией Музеев Австрии.